# Florimond Mac-Curtain de Kainlis
Florimond-Benjamin Mac-Curtain, baron de Kainlis, né le 29 juillet 1764 à Savennières et mort à Cinq-Mars-la-Pile (Indre-et-Loire) le 15 juillet 1836, est un militaire et homme politique français, et chef chouan pendant la Révolution française.

## Biographie
Fils de Corneille Mac Curtain de Kainlis, il rentra dans la carrière militaire en 1781.
Commissaire des guerres, il fut élu député de la Loire-Inférieure au Conseil des Cinq-Cents, le 28 germinal An V. 
Membre du club de Clichy, il fut condamné à la déportation au 18 fructidor ; mais il put s'échapper et rejoindre les chouans, avec lesquels il fit campagne dans la Haute-Bretagne et le Bas-Anjou, sous le nom de Kainlis, en qualité de major-ordonnateur. 
Sous le Consulat, il fut autorisé à rentrer dans ses foyers, et demeura éloigné des affaires publiques jusqu'au retour des Bourbons. 
Nommé sous-intendant militaire le 4 octobre 1820, il fut mis à la retraite le 7 juin 1834.
Il est promu officier de la Légion d'honneur en 1825.

## Sources
- « Florimond Mac-Curtain de Kainlis », dans Adolphe Robert et Gaston Cougny, Dictionnaire des parlementaires français, Edgar Bourloton, 1889-1891 [détail de l’édition]